# Nymphon cognatum
Nymphon cognatum är en havsspindelart som beskrevs av Loman, J.C.C. 1928. Nymphon cognatum ingår i släktet Nymphon och familjen Nymphonidae. Inga underarter finns listade i Catalogue of Life.